# Say You Will (canción de Foreigner)
«Say You Will» es una canción de la banda de rock británico-estadounidense Foreigner. Fue el primer sencillo lanzado del álbum Inside Information de 1987. Fue coescrito por Lou Gramm y Mick Jones.
En Estados Unidos alcanzó el número 6 en el Billboard Hot 100 y se convirtió en su cuarto éxito número 1 en la lista Billboard Hot Mainstream Rock Tracks, manteniendo el primer lugar durante cuatro semanas, a partir del 19 de diciembre de 1987. En Alemania alcanzó el puesto 22, en Suiza el 20, en Países Bajos el 14 y en Noruega llegó al número 4. 

## Lista de canciones
Sencillo 7" (Atlantic – 789169-7)
A "Say You Will" — 3:59
B "A Night To Remember" — 3:49
maxi 12" (Atlantic – 786629-0)
A1 "Say You Will" (Extended Remix) — 5:24
B1 "Say You Will" — 3:59
B2 "A Night To Remember" — 3:49

## Posicionamiento en listas
| Lista (1987 - 1988)                          | Máxima posición |
| -------------------------------------------- | --------------- |
| Alemania (Offizielle Deutsche Charts)        | 22              |
| Bélgica (Flandes) (Ultratop 50)              | 24              |
| Canadá (RPM Top Singles)                     | 13              |
| Estados Unidos (Billboard Hot 100)           | 6               |
| Estados Unidos (Adult Contemporary)          | 4               |
| Estados Unidos (Billboard Album Rock Tracks) | 1               |
| Noruega (VG-lista)                           | 4               |
| Países Bajos (Dutch Top 40)                  | 14              |
| Reino Unido (UK Singles Chart)               | 71              |
| Suiza (Schweizer Hitparade)                  | 20              |